# Campionati africani di atletica leggera 2022
I Campionati africani di atletica leggera 2022 sono stati la 22ª edizione dei Campionati africani di atletica leggera. La manifestazione si è svolta dall'8 al 12 giugno presso il complexe sportif de Côte-d'Or di Saint-Pierre, a Mauritius.

## Medagliati

### Uomini
| Specialità | Oro                                                                    | Prestazione | Argento                                                                           | Prestazione | Bronzo                                                                             | Prestazione |
| Corse piane |                                                                        |             |                                                                                   |             |                                                                                    |             |
| 100 m (dettagli) | Ferdinand Omanyala                                                     | 9"93        | Akani Simbine                                                                     | 9"93        | Henricho Bruintjies                                                                | 10"01       |
| 200 m (dettagli) | Letsile Tebogo                                                         | 20"26       | Emmanuel Eseme                                                                    | 20"61       | Clarence Munyai                                                                    | 20"69       |
| 400 m (dettagli) | Muzala Samukonga                                                       | 45"31       | Bayapo Ndori                                                                      | 45"35       | Mohamed Farès Jelassi                                                              | 45"54       |
| 800 m (dettagli) | Slimane Moula                                                          | 1'45"59     | Nicholas Kiplangat Kebenei                                                        | 1'46"43     | Tshepiso Masalela                                                                  | 1'46"65     |
| 1 500 m (dettagli) | Abel Kipsang                                                           | 3'36"57     | Ryan Mphahlele                                                                    | 3'36"74     | Adihana Kasaye                                                                     | 3'38"27     |
| 5 000 m (dettagli) | Hailemariyam Amare                                                     | 13'36"79    | Daniel Ebenyo                                                                     | 13'38"79    | Hicham Akankam                                                                     | 13'40"39    |
| 10 000 m (dettagli) | Mogos Tuemay                                                           | 29'19"01    | Chimdessa Debele                                                                  | 29'22"74    | Abraham Longosiwa                                                                  | 29'23"02    |
| Corse a ostacoli |                                                                        |             |                                                                                   |             |                                                                                    |             |
| 110 hs (dettagli) | Amine Bouanani                                                         | 13"26       | Jérémie Lararaudeuse                                                              | 13"55       | Antonio Alkana                                                                     | 13"59       |
| 400 hs (dettagli) | Sokwakhana Zazini                                                      | 49"42       | Abdelmalik Lahoulou                                                               | 50"10       | Wiseman Mukhobe                                                                    | 50"48       |
| 3 000 siepi (dettagli) | Hailemariyam Amare                                                     | 8'27"38     | Tadese Takele                                                                     | 8'28"31     | Geoffrey Kirwa                                                                     | 8'29"74     |
| Prove su strada |                                                                        |             |                                                                                   |             |                                                                                    |             |
| Marcia 20 km (dettagli) | Samuel Gathimba                                                        | 1h21'40"    | Wayne Snyman                                                                      | 1h22'05"    | Yohanis Algaw                                                                      | 1h22'21"    |
| Salti |                                                                        |             |                                                                                   |             |                                                                                    |             |
| Salto in alto (dettagli) | Hichem Bouhanoun                                                       | 2,15 m      | Mike Edwards                                                                      | 2,15 m      | Mpho Links                                                                         | 2,15 m      |
| Salto con l'asta (dettagli) | Mehdi Amar Rouana                                                      | 5,30 m      | Hichem Kalil Cherabi                                                              | 5,20 m      | Valco van Wyk                                                                      | 4,90 m      |
| Salto in lungo (dettagli) | Thalosang Tshireletso                                                  | 7,82 m      | Cheswill Johnson                                                                  | 7,78 m      | Amath Faye                                                                         | 7,70 m      |
| Salto triplo (dettagli) | Hugues Fabrice Zango                                                   | 17,34 m     | Thalosang Tshireletso                                                             | 16,77 m     | Yasser Triki                                                                       | 16,58 m     |
| Lanci |                                                                        |             |                                                                                   |             |                                                                                    |             |
| Getto del peso (dettagli) | Chukwuebuka Enekwechi                                                  | 21,20 m     | Kyle Blignaut                                                                     | 20,60 m     | Mohamed Magdi Hamza                                                                | 20,33 m     |
| Lancio del disco (dettagli) | Werner Visser                                                          | 61,80 m     | Victor Hogan                                                                      | 58,95 m     | Ryan Williams                                                                      | 56,70 m     |
| Lancio del martello (dettagli) | Allan Cumming                                                          | 69,13 m     | Tshepang Makhethe                                                                 | 68,75 m     | Alaaeldin Elashry                                                                  | 68,24 m     |
| Lancio del giavellotto (dettagli) | Julius Yego                                                            | 79,62 m     | Ihab Abdelrahman                                                                  | 77,12 m     | Phil-Mar van Rensburg                                                              | 74,10 m     |
| Prove multiple |                                                                        |             |                                                                                   |             |                                                                                    |             |
| Decathlon (dettagli) | Larbi Bourrada                                                         | 7776 p.     | Friedrich Pretorius                                                               | 7504 p.     | Jesse Perez                                                                        | 7396 p.     |
| Staffette |                                                                        |             |                                                                                   |             |                                                                                    |             |
| Staffetta 4×100 m (dettagli) | Kenya Dan Asamba Mike Nyang'au Ferdinand Omanyala Samwel Imeta         | 39"28       | Sudafrica Cheswill Johnson Antonio Alkana Benjamin Richardson Henricho Bruintjies | 39"79       | Zimbabwe Ngoni Makusha Denzel Siamsialela Tapiwa Makarawu Dickson Kamungeremu      | 39"81       |
| Staffetta 4×400 m (dettagli) | Botswana Leungo Scotch Anthony Pesela Bayapo Ndori Busang Kebinatshipi | 3'04"27     | Zambia Kennedy Luchembe David Mulenga Muzala Samukonga Patrick Kakozi Nyambe      | 3'05"53     | Nigeria Chidi Okezie Sikiru Adewale Adeyemi Ifeanyi Emmanuel Ojeli Johnson Nnamani | 3'07"05     |
| record mondiale; record mondiale stagionale; record africano; record dei campionati; record nazionale; record personale; record personale stagionale. |                                                                        |             |                                                                                   |             |                                                                                    |             |

### Donne
| Specialità | Oro                                                                                    | Prestazione | Argento                                                                           | Prestazione | Bronzo                                                                                | Prestazione |
| Corse piane |                                                                                        |             |                                                                                   |             |                                                                                       |             |
| 100 m (dettagli) | Gina Bass                                                                              | 11"06       | Aminatou Seyni                                                                    | 11"09       | Carina Horn                                                                           | 11"14       |
| 200 m (dettagli) | Aminatou Seyni                                                                         | 23"04       | Maximila Imali                                                                    | 23"43       | Roda Njobvu                                                                           | 23"51       |
| 400 m (dettagli) | Miranda Coetzee                                                                        | 51"82       | Niddy Mingilishi                                                                  | 52"36       | Veronica Kamumbe Mutua                                                                | 52"76       |
| 800 m (dettagli) | Jarinter Mwasya                                                                        | 2'02"80     | Netsanet Desta                                                                    | 2'02"99     | Prudence Sekgodiso                                                                    | 2'03"46     |
| 1 500 m (dettagli) | Winny Chebet                                                                           | 4'16"10     | Purity Chepkirui                                                                  | 4'16"28     | Ayal Dagnachew                                                                        | 4'16"45     |
| 5 000 m (dettagli) | Beatrice Chebet                                                                        | 15'30"15    | Fantaye Belayneh                                                                  | 15'41"10    | Caroline Nyaga                                                                        | 15'32"11    |
| 10 000 m (dettagli) | Caroline Nyaga                                                                         | 32'12"61    | Rachael Zena Chebet                                                               | 32'17"66    | Meseret Gebre                                                                         | 32'25"97    |
| Corse a ostacoli |                                                                                        |             |                                                                                   |             |                                                                                       |             |
| 100 hs (dettagli) | Tobi Amusan                                                                            | 12"57       | Ebony Morrison                                                                    | 12"77       | Marione Fourie                                                                        | 12"93       |
| 400 hs (dettagli) | Zenéy van der Walt                                                                     | 56"00       | Taylon Bieldt                                                                     | 56"67       | Noura Ennadi                                                                          | 58"06       |
| 3 000 siepi (dettagli) | Werkuha Getachew                                                                       | 9'36"81     | Zerfe Wondemagegn                                                                 | 9'41"37     | Caren Chebet                                                                          | 9'43"64     |
| Prove su strada |                                                                                        |             |                                                                                   |             |                                                                                       |             |
| Marcia 20 km (dettagli) | Emily Wamusyi Ngii                                                                     | 1h34'30"    | Yehualeye Beletew                                                                 | 1h35'48"    | Silvia Kemboi                                                                         | 1h39'40"    |
| Salti |                                                                                        |             |                                                                                   |             |                                                                                       |             |
| Salto in alto (dettagli) | Rose Yeboah                                                                            | 1,79 m      | Temitope Adeshina                                                                 | 1,79 m      | Yvonne Robson                                                                         | 1,79 m      |
| Salto con l'asta (dettagli) | Miré Reinstorf                                                                         | 3,80 m      | Dorra Mahfoudhi                                                                   | 3,70 m      | Nicole Janse van Rensburg                                                             | 3,70 m      |
| Salto in lungo (dettagli) | Marthe Koala                                                                           | 6,42 m      | Yousra Lajdoud                                                                    | 6,37 m      | Esraa Owis                                                                            | 6,29 m      |
| Salto triplo (dettagli) | Sangoné Kandji                                                                         | 13,76 m     | Saly Sarr                                                                         | 13,42 m     | Véronique Kossenda Rey                                                                | 13,35 m     |
| Lanci |                                                                                        |             |                                                                                   |             |                                                                                       |             |
| Getto del peso (dettagli) | Ischke Senekal                                                                         | 16,40 m     | Carine Mékam                                                                      | 15,87 m     | Zonica Lindeque                                                                       | 15,79 m     |
| Lancio del disco (dettagli) | Chioma Onyekwere                                                                       | 58,19 m     | Nora Monie                                                                        | 54,44 m     | Obiageri Pamela Amaechi                                                               | 54,15 m     |
| Lancio del martello (dettagli) | Oyesade Olatoye                                                                        | 63,67 m     | Zouina Bouzebra                                                                   | 63,48 m     | Rawan Ayman Ibrahim Barakat                                                           | 62,67 m     |
| Lancio del giavellotto (dettagli) | Jo-Ane van Dyk                                                                         | 60,65 m     | Mckyla van der Westhuizen                                                         | 55,55 m     | Jana van Schalkwyk                                                                    | 54,49 m     |
| Prove multiple |                                                                                        |             |                                                                                   |             |                                                                                       |             |
| Eptathlon (dettagli) | Odile Ahouanwanou                                                                      | 5756 p.     | Shannon Verster                                                                   | 5329 p.     | Nada Chroudi                                                                          | 5117 p.     |
| Staffette |                                                                                        |             |                                                                                   |             |                                                                                       |             |
| Staffetta 4×100 m (dettagli) | Nigeria Tima Seikeseye Godbless Praise Ofoku Tobi Amusan Praise Oghenefejiro Idamadudu | 44"45       | Sudafrica Banele Shabangu Charlize Eilerd Phindile Kubheka Marzaan Loots          | 44"87       | Gambia Maimouna Jallow Jawneh Nyimasata Gina Bass Fatou Sowe                          | 44"97       |
| Staffetta 4×400 m (dettagli) | Sudafrica Taylon Bieldt Precious Molepo Zenéy van der Walt Miranda Charlene Coetzee    | 3'29"34     | Kenya Jarinter Mawia Mwasya Naomi Korir Veronica Kamumbe Mutua Jane Wangari Chege | 3'35"55     | Nigeria Queen Obisesan Kemi Francis-Petersen Patience Okon George Opeyemi Deborah Oke | 3'36"24     |
| record mondiale; record mondiale stagionale; record africano; record dei campionati; record nazionale; record personale; record personale stagionale. |                                                                                        |             |                                                                                   |             |                                                                                       |             |

### Misti
| Specialità | Oro                                                                                         | Prestazione | Argento                                                                                   | Prestazione | Bronzo                                                                                 | Prestazione |
| Staffetta 4×400 m (dettagli) | Botswana Motlatsi Tebalo Rante Keitumetse Maitseo Christine Botlogetswe Busang Kebinatshipi | 3'21"85     | Nigeria Ella Onojuvwevwo Ayo Toritseju Adeola Patience Okon George Ifeanyi Emmanuel Ojeli | 3'22"38     | Kenya William Rayian Veronica Kamumbe Mutua Jarinter Mawia Mwasya Collins Omae Gichana | 3'22"75     |
| record mondiale; record mondiale stagionale; record africano; record dei campionati; record nazionale; record personale; record personale stagionale. |                                                                                             |             |                                                                                           |             |                                                                                        |             |

## Medagliere
| Posizione | Paese        | Oro | Argento | Bronzo | Totale |
| --------- | ------------ | --- | ------- | ------ | ------ |
| 1         | Kenya        | 10  | 6       | 8      | 24     |
| 2         | Sudafrica    | 9   | 12      | 14     | 35     |
| 3         | Nigeria      | 6   | 3       | 3      | 12     |
| 4         | Etiopia      | 4   | 6       | 4      | 14     |
| 5         | Algeria      | 4   | 3       | 1      | 8      |
| 6         | Botswana     | 4   | 2       | 1      | 7      |
| 7         | Burkina Faso | 2   | 0       | 0      | 2      |
| 8         | Zambia       | 1   | 2       | 1      | 4      |
| 9         | Senegal      | 1   | 1       | 1      | 3      |
| 10        | Niger        | 1   | 1       | 0      | 2      |
| 11        | Gambia       | 1   | 0       | 1      | 2      |
| 12        | Benin        | 1   | 0       | 0      | 1      |
| 12        | Ghana        | 1   | 0       | 0      | 1      |
| 14        | Camerun      | 0   | 2       | 1      | 3      |
| 15        | Egitto       | 0   | 1       | 4      | 5      |
| 16        | Tunisia      | 0   | 1       | 2      | 3      |
| 16        | Marocco      | 0   | 1       | 2      | 3      |
| 18        | Gabon        | 0   | 1       | 0      | 1      |
| 18        | Liberia      | 0   | 1       | 0      | 1      |
| 18        | Mauritius    | 0   | 1       | 0      | 1      |
| 18        | Uganda       | 0   | 1       | 0      | 1      |
| 22        | Namibia      | 0   | 0       | 1      | 1      |
| 22        | Zimbabwe     | 0   | 0       | 1      | 1      |
| Totale    | Totale       | 45  | 45      | 45     | 135    |